# Lipniki (obwód iwanofrankiwski)
Lipniki (ukr. Липники, Łypnyky) – osiedle na Ukrainie, w  obwodzie iwanofrankiwskim, w rejonie kołomyjskim.